# Matchs Deep Blue contre Kasparov
Cet article utilise la notation algébrique pour décrire des coups du jeu d'échecs.
| |  | |
| Un ordinateur IBM similaire à « Deeper Blue » exposé au musée de l'histoire de l'ordinateur de Mountain View. |  | Le grand maître russe et champion du monde Garry Kasparov, ici en 1996, qui affronta Deep Blue lors de deux matchs. |

Les matchs Deep Blue contre Kasparov sont deux matchs de six parties d'échecs chacune entre le champion du monde russe Garry Kasparov et un supercalculateur IBM américain appelé Deep Blue.

## L'ordinateur Deep Blue
Deep Blue est l'aboutissement du projet ChipTest, lancé par les étudiants Feng-hsiung Hsu, Murray Campbell et Thomas Anantharaman au laboratoire de l'université Carnegie-Mellon en 1985. Renommé Deep Thought en 1988, le projet est devenu Deep Blue en 1993.
« Deep Thought » (Pensée profonde) était une référence au livre Le Guide du voyageur galactique de Douglas Adams ; l'entreprise IBM étant familièrement appelée « Big Blue », le nom de l'ordinateur a ensuite évolué en « Deep Blue » (Bleu profond) et « Deeper Blue » (Bleu plus profond) lors du match revanche.

## 1ermatch(1996)

### Résumé du premier match
La première confrontation se déroula à Philadelphie en février 1996 et fut remportée par Garry Kasparov sur le score de 4 points à 2.
| Partie                                  | Blancs    | Résultat | Noirs     | Commentaire                                |
| --------------------------------------- | --------- | -------- | --------- | ------------------------------------------ |
| 1                                       | Deep Blue | 1–0      | Kasparov  |                                            |
| 2                                       | Kasparov  | 1–0      | Deep Blue |                                            |
| 3                                       | Deep Blue | ½–½      | Kasparov  | partie nulle                               |
| 4                                       | Kasparov  | ½–½      | Deep Blue | partie nulle                               |
| 5                                       | Deep Blue | 0–1      | Kasparov  | Kasparov offre la nulle après le 23e coup. |
| 6                                       | Kasparov  | 1–0      | Deep Blue |                                            |
| Résultat : Kasparov bat Deep Blue : 4–2 |           |          |           |                                            |

Du 10 février 1996 au 17 février 1996, Deep Blue rencontre le champion du monde d'échecs en titre, Garry Kasparov. La machine remporte la première partie, mais Kasparov parvient à décrocher trois victoires, le match se soldant par un score de 4-2 en faveur du joueur humain (+3 −1 =2). 
Le Deep Blue de 1996 mesurait près de deux mètres de haut et pesait 700 kg. Il s'agissait d'un supercalculateur IBM (RS/6000 Scalable POWERparallel Systems (en), ou SP) dont chacun des 32 processeurs consacrés au calcul pur était connecté à une carte avec 8 coprocesseurs dédiés aux échecs, soit au total 256 processeurs spécialisés fonctionnant en parallèle.

### Première partie (gagnée par Deep Blue)
Deep Blue - Kasparov 1996, 1re partie
1.e4 c5 2.c3 d5 3.exd5 Dxd5 4.d4 Cf6 5.Cf3 Fg4 6.Fe2 e6 7.h3 Fh5 8.O-O Cc6 9.Fe3 cxd4 10.cxd4 Fb4 11.a3 Fa5 12.Cc3 Dd6 13.Cb5 De7 14.Ce5 Fxe2 15.Dxe2 O-O 16.Tac1 Tac8 17.Fg5 Fb6 18.Fxf6 gxf6 19.Cc4 Tfd8 20.Cxb6 axb6 21.Tfd1 f5 22.De3 Df6 23.d5 Txd5 24.Txd5 exd5 25.b3 Rh8 26.Dxb6 Tg8 27.Dc5 d4 28.Cd6 f4 29.Cxb7 Ce5 30.Dd5 f3 31.g3 Cd3 32.Tc7 Te8 33.Cd6 Te1+ 34.Rh2 Cxf2 35.Cxf7+ Rg7 36.Cg5+ Rh6 37.Txh7+ 1-0

### Deuxième partie (gagnée par Kasparov)
Kasparov - Deep Blue, 1996, 2e partie
1.Cf3 d5 2.d4 e6 3.g3 c5 4.Fg2 Cc6 5.0-0 Cf6 6.c4 dxc4 7.Ce5 Fd7 8.Ca3 cxd4 9.Caxc4 Fc5 10.Db3 0-0 11.Dxb7 Cxe5 12.Cxe5 Tb8 13.Df3 Fd6 14.Cc6 Fxc6 15.Dxc6 e5 16.Tb1 Tb6 17.Da4 Db8 18.Fg5 Fe7 19.b4 Fxb4 20.Fxf6 gxf6 21.Dd7 Dc8 22.Dxa7 Tb8 23.Da4 Fc3 24.Txb8 Dxb8 25.Fe4 Dc7 26.Da6 Rg7 27.Dd3 Tb8 28.Fxh7 Tb2 29.Fe4 Txa2 30.h4 Dc8 31.Df3 Ta1 32.Txa1 Fxa1 33.Dh5 Dh8 34.Dg4+ Rf8 35.Dc8+ Rg7 36.Dg4+ Rf8 37.Fd5 Re7 38.Fc6 Rf8 39.Fd5 Re7 40.Df3 Fc3 41.Fc4 Dc8 42.Dd5 De6 43.Db5 Dd7 44.Dc5+ Dd6 45.Da7+ Dd7 46.Da8 Dc7 47.Da3+ Dd6 48.Da2 f5 49.Fxf7 e4 50.Fh5 Df6 51.Da3+ Rd7 52.Da7+ Rd8 53.Db8+ Rd7 54.Fe8+ Re7 55.Fb5 Fd2 56.Dc7+ Rf8 57.Fc4 Fc3 58.Rg2 Fe1 59.Rf1 Fc3 60.f4 exf3 61.exf3 Fd2 62.f4 Re8 63.Dc8+ Re7 64.Dc5+ Rd8 65.Fd3 Fe3 66.Dxf5 Dc6 67.Df8+ Rc7 68.De7+ Rc8 69.Ff5+ Rb8 70.Dd8+ Rb7 71.Dd7+ Dxd7 72.Fxd7 Rc7 73.Fb5 1-0

## Match revanche (1997)

### Résumé du deuxième match
La seconde confrontation eut lieu à New York en mai 1997 et fut remportée par Deep Blue (surnommé Deeper Blue à cette occasion) sur le score de 3,5 points à 2,5, mais en dehors des conditions exigées lors des championnats du monde.
| Partie                                         | Blancs      | Résultat | Noirs       | Commentaire             |
| ---------------------------------------------- | ----------- | -------- | ----------- | ----------------------- |
| 1                                              | Kasparov    | 1–0      | Deeper Blue | Kasparov mène 1-0       |
| 2                                              | Deeper Blue | 1–0      | Kasparov    | Égalité 1-1             |
| 3                                              | Kasparov    | ½–½      | Deeper Blue | partie nulle            |
| 4                                              | Deeper Blue | ½–½      | Kasparov    | partie nulle            |
| 5                                              | Kasparov    | ½–½      | Deeper Blue | partie nulle            |
| 6                                              | Deeper Blue | 1–0      | Kasparov    | Victoire de Deeper Blue |
| Résultat : Deeper Blue bat Kasparov : 3,5–2,5. |             |          |             |                         |

En mai 1997, du 3 mai au 11 mai 1997, a lieu le match revanche en six parties entre Kasparov et Deep Blue (surnommé « Deeper Blue » à cette occasion), dont les composants et le programme informatique ont été améliorés. Pour la première fois de l'histoire, le champion du monde doit s'incliner contre l'ordinateur, sur le score de 2½ à 3½ (+1 =3 -2).
En 1997, Deeper Blue mesurait 1,80 m et pesait 1,4 tonne. Il fallait vingt personnes pour qu'il fonctionne. En juin 1997, il occupait la 259e place au TOP500 des supercalculateurs avec une puissance de calcul de 11,38 GFLOPS, pouvant calculer entre cent et trois cents millions de positions par seconde et douze demi-coups de profondeur en moyenne. Les grands maîtres d'échecs Miguel Illescas, John Fedorowicz, Nick De Firmian et Joel Benjamin aidèrent à sa conception, notamment à sa bibliothèque d'ouvertures.
Cette victoire a été contestée par Kasparov car l'équipe de programmeurs de Deep Blue avait accès à toutes les parties du joueur humain, tandis que celui-ci n'avait pas eu accès à la liste chronologique des parties jouées par Deep Blue. Une autre cause de la défaite du joueur humain est à rechercher dans la stratégie de Kasparov, qui s'est écarté rapidement des sentiers battus de la théorie dans certaines parties, ce qui s'est retourné contre lui dans la dernière partie.
Grâce à son incroyable force de calcul, Deeper Blue a joué lors de ce match quelques coups de la classe d'un grand maître, dont l'un, abondamment commenté dans les revues spécialisées, a complètement déstabilisé Kasparov. Ce fameux coup était en réalité un bogue et non une stratégie de l'ordinateur. Il n'a pas cependant complètement convaincu de la supériorité des systèmes informatiques d'échecs, comme le montre la première partie.
Note : les coups dans les parties suivantes sont indiqués en notation anglaise (« K » pour King, le roi ; « Q » pour Queen, la reine ; « R » pour Rook, la tour ; « B » pour Bishop, le fou et « N » pour Knight, le cavalier).

### Partie 1 (gagnée par Kasparov)
|   | a | b | c | d | e | f | g | h |   |
| 8 | Tour noire sur case blanche e8 · Pion noir sur case blanche c6 · Pion blanc sur case noire f6 · Pion blanc sur case blanche g6 · Roi noir sur case noire h6 · Pion noir sur case blanche b5 · Tour noire sur case blanche d5 · Pion noir sur case blanche a4 · Pion blanc sur case noire b4 · Pion noir sur case blanche e4 · Tour blanche sur case blanche g4 · Pion blanc sur case noire a3 · Fou blanc sur case noire c3 · Pion blanc sur case blanche c2 · Roi blanc sur case noire f2 | Tour noire sur case blanche e8 · Pion noir sur case blanche c6 · Pion blanc sur case noire f6 · Pion blanc sur case blanche g6 · Roi noir sur case noire h6 · Pion noir sur case blanche b5 · Tour noire sur case blanche d5 · Pion noir sur case blanche a4 · Pion blanc sur case noire b4 · Pion noir sur case blanche e4 · Tour blanche sur case blanche g4 · Pion blanc sur case noire a3 · Fou blanc sur case noire c3 · Pion blanc sur case blanche c2 · Roi blanc sur case noire f2 | Tour noire sur case blanche e8 · Pion noir sur case blanche c6 · Pion blanc sur case noire f6 · Pion blanc sur case blanche g6 · Roi noir sur case noire h6 · Pion noir sur case blanche b5 · Tour noire sur case blanche d5 · Pion noir sur case blanche a4 · Pion blanc sur case noire b4 · Pion noir sur case blanche e4 · Tour blanche sur case blanche g4 · Pion blanc sur case noire a3 · Fou blanc sur case noire c3 · Pion blanc sur case blanche c2 · Roi blanc sur case noire f2 | Tour noire sur case blanche e8 · Pion noir sur case blanche c6 · Pion blanc sur case noire f6 · Pion blanc sur case blanche g6 · Roi noir sur case noire h6 · Pion noir sur case blanche b5 · Tour noire sur case blanche d5 · Pion noir sur case blanche a4 · Pion blanc sur case noire b4 · Pion noir sur case blanche e4 · Tour blanche sur case blanche g4 · Pion blanc sur case noire a3 · Fou blanc sur case noire c3 · Pion blanc sur case blanche c2 · Roi blanc sur case noire f2 | Tour noire sur case blanche e8 · Pion noir sur case blanche c6 · Pion blanc sur case noire f6 · Pion blanc sur case blanche g6 · Roi noir sur case noire h6 · Pion noir sur case blanche b5 · Tour noire sur case blanche d5 · Pion noir sur case blanche a4 · Pion blanc sur case noire b4 · Pion noir sur case blanche e4 · Tour blanche sur case blanche g4 · Pion blanc sur case noire a3 · Fou blanc sur case noire c3 · Pion blanc sur case blanche c2 · Roi blanc sur case noire f2 | Tour noire sur case blanche e8 · Pion noir sur case blanche c6 · Pion blanc sur case noire f6 · Pion blanc sur case blanche g6 · Roi noir sur case noire h6 · Pion noir sur case blanche b5 · Tour noire sur case blanche d5 · Pion noir sur case blanche a4 · Pion blanc sur case noire b4 · Pion noir sur case blanche e4 · Tour blanche sur case blanche g4 · Pion blanc sur case noire a3 · Fou blanc sur case noire c3 · Pion blanc sur case blanche c2 · Roi blanc sur case noire f2 | Tour noire sur case blanche e8 · Pion noir sur case blanche c6 · Pion blanc sur case noire f6 · Pion blanc sur case blanche g6 · Roi noir sur case noire h6 · Pion noir sur case blanche b5 · Tour noire sur case blanche d5 · Pion noir sur case blanche a4 · Pion blanc sur case noire b4 · Pion noir sur case blanche e4 · Tour blanche sur case blanche g4 · Pion blanc sur case noire a3 · Fou blanc sur case noire c3 · Pion blanc sur case blanche c2 · Roi blanc sur case noire f2 | Tour noire sur case blanche e8 · Pion noir sur case blanche c6 · Pion blanc sur case noire f6 · Pion blanc sur case blanche g6 · Roi noir sur case noire h6 · Pion noir sur case blanche b5 · Tour noire sur case blanche d5 · Pion noir sur case blanche a4 · Pion blanc sur case noire b4 · Pion noir sur case blanche e4 · Tour blanche sur case blanche g4 · Pion blanc sur case noire a3 · Fou blanc sur case noire c3 · Pion blanc sur case blanche c2 · Roi blanc sur case noire f2 | 8 |
| 7 | Tour noire sur case blanche e8 · Pion noir sur case blanche c6 · Pion blanc sur case noire f6 · Pion blanc sur case blanche g6 · Roi noir sur case noire h6 · Pion noir sur case blanche b5 · Tour noire sur case blanche d5 · Pion noir sur case blanche a4 · Pion blanc sur case noire b4 · Pion noir sur case blanche e4 · Tour blanche sur case blanche g4 · Pion blanc sur case noire a3 · Fou blanc sur case noire c3 · Pion blanc sur case blanche c2 · Roi blanc sur case noire f2 | Tour noire sur case blanche e8 · Pion noir sur case blanche c6 · Pion blanc sur case noire f6 · Pion blanc sur case blanche g6 · Roi noir sur case noire h6 · Pion noir sur case blanche b5 · Tour noire sur case blanche d5 · Pion noir sur case blanche a4 · Pion blanc sur case noire b4 · Pion noir sur case blanche e4 · Tour blanche sur case blanche g4 · Pion blanc sur case noire a3 · Fou blanc sur case noire c3 · Pion blanc sur case blanche c2 · Roi blanc sur case noire f2 | Tour noire sur case blanche e8 · Pion noir sur case blanche c6 · Pion blanc sur case noire f6 · Pion blanc sur case blanche g6 · Roi noir sur case noire h6 · Pion noir sur case blanche b5 · Tour noire sur case blanche d5 · Pion noir sur case blanche a4 · Pion blanc sur case noire b4 · Pion noir sur case blanche e4 · Tour blanche sur case blanche g4 · Pion blanc sur case noire a3 · Fou blanc sur case noire c3 · Pion blanc sur case blanche c2 · Roi blanc sur case noire f2 | Tour noire sur case blanche e8 · Pion noir sur case blanche c6 · Pion blanc sur case noire f6 · Pion blanc sur case blanche g6 · Roi noir sur case noire h6 · Pion noir sur case blanche b5 · Tour noire sur case blanche d5 · Pion noir sur case blanche a4 · Pion blanc sur case noire b4 · Pion noir sur case blanche e4 · Tour blanche sur case blanche g4 · Pion blanc sur case noire a3 · Fou blanc sur case noire c3 · Pion blanc sur case blanche c2 · Roi blanc sur case noire f2 | Tour noire sur case blanche e8 · Pion noir sur case blanche c6 · Pion blanc sur case noire f6 · Pion blanc sur case blanche g6 · Roi noir sur case noire h6 · Pion noir sur case blanche b5 · Tour noire sur case blanche d5 · Pion noir sur case blanche a4 · Pion blanc sur case noire b4 · Pion noir sur case blanche e4 · Tour blanche sur case blanche g4 · Pion blanc sur case noire a3 · Fou blanc sur case noire c3 · Pion blanc sur case blanche c2 · Roi blanc sur case noire f2 | Tour noire sur case blanche e8 · Pion noir sur case blanche c6 · Pion blanc sur case noire f6 · Pion blanc sur case blanche g6 · Roi noir sur case noire h6 · Pion noir sur case blanche b5 · Tour noire sur case blanche d5 · Pion noir sur case blanche a4 · Pion blanc sur case noire b4 · Pion noir sur case blanche e4 · Tour blanche sur case blanche g4 · Pion blanc sur case noire a3 · Fou blanc sur case noire c3 · Pion blanc sur case blanche c2 · Roi blanc sur case noire f2 | Tour noire sur case blanche e8 · Pion noir sur case blanche c6 · Pion blanc sur case noire f6 · Pion blanc sur case blanche g6 · Roi noir sur case noire h6 · Pion noir sur case blanche b5 · Tour noire sur case blanche d5 · Pion noir sur case blanche a4 · Pion blanc sur case noire b4 · Pion noir sur case blanche e4 · Tour blanche sur case blanche g4 · Pion blanc sur case noire a3 · Fou blanc sur case noire c3 · Pion blanc sur case blanche c2 · Roi blanc sur case noire f2 | Tour noire sur case blanche e8 · Pion noir sur case blanche c6 · Pion blanc sur case noire f6 · Pion blanc sur case blanche g6 · Roi noir sur case noire h6 · Pion noir sur case blanche b5 · Tour noire sur case blanche d5 · Pion noir sur case blanche a4 · Pion blanc sur case noire b4 · Pion noir sur case blanche e4 · Tour blanche sur case blanche g4 · Pion blanc sur case noire a3 · Fou blanc sur case noire c3 · Pion blanc sur case blanche c2 · Roi blanc sur case noire f2 | 7 |
| 6 | Tour noire sur case blanche e8 · Pion noir sur case blanche c6 · Pion blanc sur case noire f6 · Pion blanc sur case blanche g6 · Roi noir sur case noire h6 · Pion noir sur case blanche b5 · Tour noire sur case blanche d5 · Pion noir sur case blanche a4 · Pion blanc sur case noire b4 · Pion noir sur case blanche e4 · Tour blanche sur case blanche g4 · Pion blanc sur case noire a3 · Fou blanc sur case noire c3 · Pion blanc sur case blanche c2 · Roi blanc sur case noire f2 | Tour noire sur case blanche e8 · Pion noir sur case blanche c6 · Pion blanc sur case noire f6 · Pion blanc sur case blanche g6 · Roi noir sur case noire h6 · Pion noir sur case blanche b5 · Tour noire sur case blanche d5 · Pion noir sur case blanche a4 · Pion blanc sur case noire b4 · Pion noir sur case blanche e4 · Tour blanche sur case blanche g4 · Pion blanc sur case noire a3 · Fou blanc sur case noire c3 · Pion blanc sur case blanche c2 · Roi blanc sur case noire f2 | Tour noire sur case blanche e8 · Pion noir sur case blanche c6 · Pion blanc sur case noire f6 · Pion blanc sur case blanche g6 · Roi noir sur case noire h6 · Pion noir sur case blanche b5 · Tour noire sur case blanche d5 · Pion noir sur case blanche a4 · Pion blanc sur case noire b4 · Pion noir sur case blanche e4 · Tour blanche sur case blanche g4 · Pion blanc sur case noire a3 · Fou blanc sur case noire c3 · Pion blanc sur case blanche c2 · Roi blanc sur case noire f2 | Tour noire sur case blanche e8 · Pion noir sur case blanche c6 · Pion blanc sur case noire f6 · Pion blanc sur case blanche g6 · Roi noir sur case noire h6 · Pion noir sur case blanche b5 · Tour noire sur case blanche d5 · Pion noir sur case blanche a4 · Pion blanc sur case noire b4 · Pion noir sur case blanche e4 · Tour blanche sur case blanche g4 · Pion blanc sur case noire a3 · Fou blanc sur case noire c3 · Pion blanc sur case blanche c2 · Roi blanc sur case noire f2 | Tour noire sur case blanche e8 · Pion noir sur case blanche c6 · Pion blanc sur case noire f6 · Pion blanc sur case blanche g6 · Roi noir sur case noire h6 · Pion noir sur case blanche b5 · Tour noire sur case blanche d5 · Pion noir sur case blanche a4 · Pion blanc sur case noire b4 · Pion noir sur case blanche e4 · Tour blanche sur case blanche g4 · Pion blanc sur case noire a3 · Fou blanc sur case noire c3 · Pion blanc sur case blanche c2 · Roi blanc sur case noire f2 | Tour noire sur case blanche e8 · Pion noir sur case blanche c6 · Pion blanc sur case noire f6 · Pion blanc sur case blanche g6 · Roi noir sur case noire h6 · Pion noir sur case blanche b5 · Tour noire sur case blanche d5 · Pion noir sur case blanche a4 · Pion blanc sur case noire b4 · Pion noir sur case blanche e4 · Tour blanche sur case blanche g4 · Pion blanc sur case noire a3 · Fou blanc sur case noire c3 · Pion blanc sur case blanche c2 · Roi blanc sur case noire f2 | Tour noire sur case blanche e8 · Pion noir sur case blanche c6 · Pion blanc sur case noire f6 · Pion blanc sur case blanche g6 · Roi noir sur case noire h6 · Pion noir sur case blanche b5 · Tour noire sur case blanche d5 · Pion noir sur case blanche a4 · Pion blanc sur case noire b4 · Pion noir sur case blanche e4 · Tour blanche sur case blanche g4 · Pion blanc sur case noire a3 · Fou blanc sur case noire c3 · Pion blanc sur case blanche c2 · Roi blanc sur case noire f2 | Tour noire sur case blanche e8 · Pion noir sur case blanche c6 · Pion blanc sur case noire f6 · Pion blanc sur case blanche g6 · Roi noir sur case noire h6 · Pion noir sur case blanche b5 · Tour noire sur case blanche d5 · Pion noir sur case blanche a4 · Pion blanc sur case noire b4 · Pion noir sur case blanche e4 · Tour blanche sur case blanche g4 · Pion blanc sur case noire a3 · Fou blanc sur case noire c3 · Pion blanc sur case blanche c2 · Roi blanc sur case noire f2 | 6 |
| 5 | Tour noire sur case blanche e8 · Pion noir sur case blanche c6 · Pion blanc sur case noire f6 · Pion blanc sur case blanche g6 · Roi noir sur case noire h6 · Pion noir sur case blanche b5 · Tour noire sur case blanche d5 · Pion noir sur case blanche a4 · Pion blanc sur case noire b4 · Pion noir sur case blanche e4 · Tour blanche sur case blanche g4 · Pion blanc sur case noire a3 · Fou blanc sur case noire c3 · Pion blanc sur case blanche c2 · Roi blanc sur case noire f2 | Tour noire sur case blanche e8 · Pion noir sur case blanche c6 · Pion blanc sur case noire f6 · Pion blanc sur case blanche g6 · Roi noir sur case noire h6 · Pion noir sur case blanche b5 · Tour noire sur case blanche d5 · Pion noir sur case blanche a4 · Pion blanc sur case noire b4 · Pion noir sur case blanche e4 · Tour blanche sur case blanche g4 · Pion blanc sur case noire a3 · Fou blanc sur case noire c3 · Pion blanc sur case blanche c2 · Roi blanc sur case noire f2 | Tour noire sur case blanche e8 · Pion noir sur case blanche c6 · Pion blanc sur case noire f6 · Pion blanc sur case blanche g6 · Roi noir sur case noire h6 · Pion noir sur case blanche b5 · Tour noire sur case blanche d5 · Pion noir sur case blanche a4 · Pion blanc sur case noire b4 · Pion noir sur case blanche e4 · Tour blanche sur case blanche g4 · Pion blanc sur case noire a3 · Fou blanc sur case noire c3 · Pion blanc sur case blanche c2 · Roi blanc sur case noire f2 | Tour noire sur case blanche e8 · Pion noir sur case blanche c6 · Pion blanc sur case noire f6 · Pion blanc sur case blanche g6 · Roi noir sur case noire h6 · Pion noir sur case blanche b5 · Tour noire sur case blanche d5 · Pion noir sur case blanche a4 · Pion blanc sur case noire b4 · Pion noir sur case blanche e4 · Tour blanche sur case blanche g4 · Pion blanc sur case noire a3 · Fou blanc sur case noire c3 · Pion blanc sur case blanche c2 · Roi blanc sur case noire f2 | Tour noire sur case blanche e8 · Pion noir sur case blanche c6 · Pion blanc sur case noire f6 · Pion blanc sur case blanche g6 · Roi noir sur case noire h6 · Pion noir sur case blanche b5 · Tour noire sur case blanche d5 · Pion noir sur case blanche a4 · Pion blanc sur case noire b4 · Pion noir sur case blanche e4 · Tour blanche sur case blanche g4 · Pion blanc sur case noire a3 · Fou blanc sur case noire c3 · Pion blanc sur case blanche c2 · Roi blanc sur case noire f2 | Tour noire sur case blanche e8 · Pion noir sur case blanche c6 · Pion blanc sur case noire f6 · Pion blanc sur case blanche g6 · Roi noir sur case noire h6 · Pion noir sur case blanche b5 · Tour noire sur case blanche d5 · Pion noir sur case blanche a4 · Pion blanc sur case noire b4 · Pion noir sur case blanche e4 · Tour blanche sur case blanche g4 · Pion blanc sur case noire a3 · Fou blanc sur case noire c3 · Pion blanc sur case blanche c2 · Roi blanc sur case noire f2 | Tour noire sur case blanche e8 · Pion noir sur case blanche c6 · Pion blanc sur case noire f6 · Pion blanc sur case blanche g6 · Roi noir sur case noire h6 · Pion noir sur case blanche b5 · Tour noire sur case blanche d5 · Pion noir sur case blanche a4 · Pion blanc sur case noire b4 · Pion noir sur case blanche e4 · Tour blanche sur case blanche g4 · Pion blanc sur case noire a3 · Fou blanc sur case noire c3 · Pion blanc sur case blanche c2 · Roi blanc sur case noire f2 | Tour noire sur case blanche e8 · Pion noir sur case blanche c6 · Pion blanc sur case noire f6 · Pion blanc sur case blanche g6 · Roi noir sur case noire h6 · Pion noir sur case blanche b5 · Tour noire sur case blanche d5 · Pion noir sur case blanche a4 · Pion blanc sur case noire b4 · Pion noir sur case blanche e4 · Tour blanche sur case blanche g4 · Pion blanc sur case noire a3 · Fou blanc sur case noire c3 · Pion blanc sur case blanche c2 · Roi blanc sur case noire f2 | 5 |
| 4 | Tour noire sur case blanche e8 · Pion noir sur case blanche c6 · Pion blanc sur case noire f6 · Pion blanc sur case blanche g6 · Roi noir sur case noire h6 · Pion noir sur case blanche b5 · Tour noire sur case blanche d5 · Pion noir sur case blanche a4 · Pion blanc sur case noire b4 · Pion noir sur case blanche e4 · Tour blanche sur case blanche g4 · Pion blanc sur case noire a3 · Fou blanc sur case noire c3 · Pion blanc sur case blanche c2 · Roi blanc sur case noire f2 | Tour noire sur case blanche e8 · Pion noir sur case blanche c6 · Pion blanc sur case noire f6 · Pion blanc sur case blanche g6 · Roi noir sur case noire h6 · Pion noir sur case blanche b5 · Tour noire sur case blanche d5 · Pion noir sur case blanche a4 · Pion blanc sur case noire b4 · Pion noir sur case blanche e4 · Tour blanche sur case blanche g4 · Pion blanc sur case noire a3 · Fou blanc sur case noire c3 · Pion blanc sur case blanche c2 · Roi blanc sur case noire f2 | Tour noire sur case blanche e8 · Pion noir sur case blanche c6 · Pion blanc sur case noire f6 · Pion blanc sur case blanche g6 · Roi noir sur case noire h6 · Pion noir sur case blanche b5 · Tour noire sur case blanche d5 · Pion noir sur case blanche a4 · Pion blanc sur case noire b4 · Pion noir sur case blanche e4 · Tour blanche sur case blanche g4 · Pion blanc sur case noire a3 · Fou blanc sur case noire c3 · Pion blanc sur case blanche c2 · Roi blanc sur case noire f2 | Tour noire sur case blanche e8 · Pion noir sur case blanche c6 · Pion blanc sur case noire f6 · Pion blanc sur case blanche g6 · Roi noir sur case noire h6 · Pion noir sur case blanche b5 · Tour noire sur case blanche d5 · Pion noir sur case blanche a4 · Pion blanc sur case noire b4 · Pion noir sur case blanche e4 · Tour blanche sur case blanche g4 · Pion blanc sur case noire a3 · Fou blanc sur case noire c3 · Pion blanc sur case blanche c2 · Roi blanc sur case noire f2 | Tour noire sur case blanche e8 · Pion noir sur case blanche c6 · Pion blanc sur case noire f6 · Pion blanc sur case blanche g6 · Roi noir sur case noire h6 · Pion noir sur case blanche b5 · Tour noire sur case blanche d5 · Pion noir sur case blanche a4 · Pion blanc sur case noire b4 · Pion noir sur case blanche e4 · Tour blanche sur case blanche g4 · Pion blanc sur case noire a3 · Fou blanc sur case noire c3 · Pion blanc sur case blanche c2 · Roi blanc sur case noire f2 | Tour noire sur case blanche e8 · Pion noir sur case blanche c6 · Pion blanc sur case noire f6 · Pion blanc sur case blanche g6 · Roi noir sur case noire h6 · Pion noir sur case blanche b5 · Tour noire sur case blanche d5 · Pion noir sur case blanche a4 · Pion blanc sur case noire b4 · Pion noir sur case blanche e4 · Tour blanche sur case blanche g4 · Pion blanc sur case noire a3 · Fou blanc sur case noire c3 · Pion blanc sur case blanche c2 · Roi blanc sur case noire f2 | Tour noire sur case blanche e8 · Pion noir sur case blanche c6 · Pion blanc sur case noire f6 · Pion blanc sur case blanche g6 · Roi noir sur case noire h6 · Pion noir sur case blanche b5 · Tour noire sur case blanche d5 · Pion noir sur case blanche a4 · Pion blanc sur case noire b4 · Pion noir sur case blanche e4 · Tour blanche sur case blanche g4 · Pion blanc sur case noire a3 · Fou blanc sur case noire c3 · Pion blanc sur case blanche c2 · Roi blanc sur case noire f2 | Tour noire sur case blanche e8 · Pion noir sur case blanche c6 · Pion blanc sur case noire f6 · Pion blanc sur case blanche g6 · Roi noir sur case noire h6 · Pion noir sur case blanche b5 · Tour noire sur case blanche d5 · Pion noir sur case blanche a4 · Pion blanc sur case noire b4 · Pion noir sur case blanche e4 · Tour blanche sur case blanche g4 · Pion blanc sur case noire a3 · Fou blanc sur case noire c3 · Pion blanc sur case blanche c2 · Roi blanc sur case noire f2 | 4 |
| 3 | Tour noire sur case blanche e8 · Pion noir sur case blanche c6 · Pion blanc sur case noire f6 · Pion blanc sur case blanche g6 · Roi noir sur case noire h6 · Pion noir sur case blanche b5 · Tour noire sur case blanche d5 · Pion noir sur case blanche a4 · Pion blanc sur case noire b4 · Pion noir sur case blanche e4 · Tour blanche sur case blanche g4 · Pion blanc sur case noire a3 · Fou blanc sur case noire c3 · Pion blanc sur case blanche c2 · Roi blanc sur case noire f2 | Tour noire sur case blanche e8 · Pion noir sur case blanche c6 · Pion blanc sur case noire f6 · Pion blanc sur case blanche g6 · Roi noir sur case noire h6 · Pion noir sur case blanche b5 · Tour noire sur case blanche d5 · Pion noir sur case blanche a4 · Pion blanc sur case noire b4 · Pion noir sur case blanche e4 · Tour blanche sur case blanche g4 · Pion blanc sur case noire a3 · Fou blanc sur case noire c3 · Pion blanc sur case blanche c2 · Roi blanc sur case noire f2 | Tour noire sur case blanche e8 · Pion noir sur case blanche c6 · Pion blanc sur case noire f6 · Pion blanc sur case blanche g6 · Roi noir sur case noire h6 · Pion noir sur case blanche b5 · Tour noire sur case blanche d5 · Pion noir sur case blanche a4 · Pion blanc sur case noire b4 · Pion noir sur case blanche e4 · Tour blanche sur case blanche g4 · Pion blanc sur case noire a3 · Fou blanc sur case noire c3 · Pion blanc sur case blanche c2 · Roi blanc sur case noire f2 | Tour noire sur case blanche e8 · Pion noir sur case blanche c6 · Pion blanc sur case noire f6 · Pion blanc sur case blanche g6 · Roi noir sur case noire h6 · Pion noir sur case blanche b5 · Tour noire sur case blanche d5 · Pion noir sur case blanche a4 · Pion blanc sur case noire b4 · Pion noir sur case blanche e4 · Tour blanche sur case blanche g4 · Pion blanc sur case noire a3 · Fou blanc sur case noire c3 · Pion blanc sur case blanche c2 · Roi blanc sur case noire f2 | Tour noire sur case blanche e8 · Pion noir sur case blanche c6 · Pion blanc sur case noire f6 · Pion blanc sur case blanche g6 · Roi noir sur case noire h6 · Pion noir sur case blanche b5 · Tour noire sur case blanche d5 · Pion noir sur case blanche a4 · Pion blanc sur case noire b4 · Pion noir sur case blanche e4 · Tour blanche sur case blanche g4 · Pion blanc sur case noire a3 · Fou blanc sur case noire c3 · Pion blanc sur case blanche c2 · Roi blanc sur case noire f2 | Tour noire sur case blanche e8 · Pion noir sur case blanche c6 · Pion blanc sur case noire f6 · Pion blanc sur case blanche g6 · Roi noir sur case noire h6 · Pion noir sur case blanche b5 · Tour noire sur case blanche d5 · Pion noir sur case blanche a4 · Pion blanc sur case noire b4 · Pion noir sur case blanche e4 · Tour blanche sur case blanche g4 · Pion blanc sur case noire a3 · Fou blanc sur case noire c3 · Pion blanc sur case blanche c2 · Roi blanc sur case noire f2 | Tour noire sur case blanche e8 · Pion noir sur case blanche c6 · Pion blanc sur case noire f6 · Pion blanc sur case blanche g6 · Roi noir sur case noire h6 · Pion noir sur case blanche b5 · Tour noire sur case blanche d5 · Pion noir sur case blanche a4 · Pion blanc sur case noire b4 · Pion noir sur case blanche e4 · Tour blanche sur case blanche g4 · Pion blanc sur case noire a3 · Fou blanc sur case noire c3 · Pion blanc sur case blanche c2 · Roi blanc sur case noire f2 | Tour noire sur case blanche e8 · Pion noir sur case blanche c6 · Pion blanc sur case noire f6 · Pion blanc sur case blanche g6 · Roi noir sur case noire h6 · Pion noir sur case blanche b5 · Tour noire sur case blanche d5 · Pion noir sur case blanche a4 · Pion blanc sur case noire b4 · Pion noir sur case blanche e4 · Tour blanche sur case blanche g4 · Pion blanc sur case noire a3 · Fou blanc sur case noire c3 · Pion blanc sur case blanche c2 · Roi blanc sur case noire f2 | 3 |
| 2 | Tour noire sur case blanche e8 · Pion noir sur case blanche c6 · Pion blanc sur case noire f6 · Pion blanc sur case blanche g6 · Roi noir sur case noire h6 · Pion noir sur case blanche b5 · Tour noire sur case blanche d5 · Pion noir sur case blanche a4 · Pion blanc sur case noire b4 · Pion noir sur case blanche e4 · Tour blanche sur case blanche g4 · Pion blanc sur case noire a3 · Fou blanc sur case noire c3 · Pion blanc sur case blanche c2 · Roi blanc sur case noire f2 | Tour noire sur case blanche e8 · Pion noir sur case blanche c6 · Pion blanc sur case noire f6 · Pion blanc sur case blanche g6 · Roi noir sur case noire h6 · Pion noir sur case blanche b5 · Tour noire sur case blanche d5 · Pion noir sur case blanche a4 · Pion blanc sur case noire b4 · Pion noir sur case blanche e4 · Tour blanche sur case blanche g4 · Pion blanc sur case noire a3 · Fou blanc sur case noire c3 · Pion blanc sur case blanche c2 · Roi blanc sur case noire f2 | Tour noire sur case blanche e8 · Pion noir sur case blanche c6 · Pion blanc sur case noire f6 · Pion blanc sur case blanche g6 · Roi noir sur case noire h6 · Pion noir sur case blanche b5 · Tour noire sur case blanche d5 · Pion noir sur case blanche a4 · Pion blanc sur case noire b4 · Pion noir sur case blanche e4 · Tour blanche sur case blanche g4 · Pion blanc sur case noire a3 · Fou blanc sur case noire c3 · Pion blanc sur case blanche c2 · Roi blanc sur case noire f2 | Tour noire sur case blanche e8 · Pion noir sur case blanche c6 · Pion blanc sur case noire f6 · Pion blanc sur case blanche g6 · Roi noir sur case noire h6 · Pion noir sur case blanche b5 · Tour noire sur case blanche d5 · Pion noir sur case blanche a4 · Pion blanc sur case noire b4 · Pion noir sur case blanche e4 · Tour blanche sur case blanche g4 · Pion blanc sur case noire a3 · Fou blanc sur case noire c3 · Pion blanc sur case blanche c2 · Roi blanc sur case noire f2 | Tour noire sur case blanche e8 · Pion noir sur case blanche c6 · Pion blanc sur case noire f6 · Pion blanc sur case blanche g6 · Roi noir sur case noire h6 · Pion noir sur case blanche b5 · Tour noire sur case blanche d5 · Pion noir sur case blanche a4 · Pion blanc sur case noire b4 · Pion noir sur case blanche e4 · Tour blanche sur case blanche g4 · Pion blanc sur case noire a3 · Fou blanc sur case noire c3 · Pion blanc sur case blanche c2 · Roi blanc sur case noire f2 | Tour noire sur case blanche e8 · Pion noir sur case blanche c6 · Pion blanc sur case noire f6 · Pion blanc sur case blanche g6 · Roi noir sur case noire h6 · Pion noir sur case blanche b5 · Tour noire sur case blanche d5 · Pion noir sur case blanche a4 · Pion blanc sur case noire b4 · Pion noir sur case blanche e4 · Tour blanche sur case blanche g4 · Pion blanc sur case noire a3 · Fou blanc sur case noire c3 · Pion blanc sur case blanche c2 · Roi blanc sur case noire f2 | Tour noire sur case blanche e8 · Pion noir sur case blanche c6 · Pion blanc sur case noire f6 · Pion blanc sur case blanche g6 · Roi noir sur case noire h6 · Pion noir sur case blanche b5 · Tour noire sur case blanche d5 · Pion noir sur case blanche a4 · Pion blanc sur case noire b4 · Pion noir sur case blanche e4 · Tour blanche sur case blanche g4 · Pion blanc sur case noire a3 · Fou blanc sur case noire c3 · Pion blanc sur case blanche c2 · Roi blanc sur case noire f2 | Tour noire sur case blanche e8 · Pion noir sur case blanche c6 · Pion blanc sur case noire f6 · Pion blanc sur case blanche g6 · Roi noir sur case noire h6 · Pion noir sur case blanche b5 · Tour noire sur case blanche d5 · Pion noir sur case blanche a4 · Pion blanc sur case noire b4 · Pion noir sur case blanche e4 · Tour blanche sur case blanche g4 · Pion blanc sur case noire a3 · Fou blanc sur case noire c3 · Pion blanc sur case blanche c2 · Roi blanc sur case noire f2 | 2 |
| 1 | Tour noire sur case blanche e8 · Pion noir sur case blanche c6 · Pion blanc sur case noire f6 · Pion blanc sur case blanche g6 · Roi noir sur case noire h6 · Pion noir sur case blanche b5 · Tour noire sur case blanche d5 · Pion noir sur case blanche a4 · Pion blanc sur case noire b4 · Pion noir sur case blanche e4 · Tour blanche sur case blanche g4 · Pion blanc sur case noire a3 · Fou blanc sur case noire c3 · Pion blanc sur case blanche c2 · Roi blanc sur case noire f2 | Tour noire sur case blanche e8 · Pion noir sur case blanche c6 · Pion blanc sur case noire f6 · Pion blanc sur case blanche g6 · Roi noir sur case noire h6 · Pion noir sur case blanche b5 · Tour noire sur case blanche d5 · Pion noir sur case blanche a4 · Pion blanc sur case noire b4 · Pion noir sur case blanche e4 · Tour blanche sur case blanche g4 · Pion blanc sur case noire a3 · Fou blanc sur case noire c3 · Pion blanc sur case blanche c2 · Roi blanc sur case noire f2 | Tour noire sur case blanche e8 · Pion noir sur case blanche c6 · Pion blanc sur case noire f6 · Pion blanc sur case blanche g6 · Roi noir sur case noire h6 · Pion noir sur case blanche b5 · Tour noire sur case blanche d5 · Pion noir sur case blanche a4 · Pion blanc sur case noire b4 · Pion noir sur case blanche e4 · Tour blanche sur case blanche g4 · Pion blanc sur case noire a3 · Fou blanc sur case noire c3 · Pion blanc sur case blanche c2 · Roi blanc sur case noire f2 | Tour noire sur case blanche e8 · Pion noir sur case blanche c6 · Pion blanc sur case noire f6 · Pion blanc sur case blanche g6 · Roi noir sur case noire h6 · Pion noir sur case blanche b5 · Tour noire sur case blanche d5 · Pion noir sur case blanche a4 · Pion blanc sur case noire b4 · Pion noir sur case blanche e4 · Tour blanche sur case blanche g4 · Pion blanc sur case noire a3 · Fou blanc sur case noire c3 · Pion blanc sur case blanche c2 · Roi blanc sur case noire f2 | Tour noire sur case blanche e8 · Pion noir sur case blanche c6 · Pion blanc sur case noire f6 · Pion blanc sur case blanche g6 · Roi noir sur case noire h6 · Pion noir sur case blanche b5 · Tour noire sur case blanche d5 · Pion noir sur case blanche a4 · Pion blanc sur case noire b4 · Pion noir sur case blanche e4 · Tour blanche sur case blanche g4 · Pion blanc sur case noire a3 · Fou blanc sur case noire c3 · Pion blanc sur case blanche c2 · Roi blanc sur case noire f2 | Tour noire sur case blanche e8 · Pion noir sur case blanche c6 · Pion blanc sur case noire f6 · Pion blanc sur case blanche g6 · Roi noir sur case noire h6 · Pion noir sur case blanche b5 · Tour noire sur case blanche d5 · Pion noir sur case blanche a4 · Pion blanc sur case noire b4 · Pion noir sur case blanche e4 · Tour blanche sur case blanche g4 · Pion blanc sur case noire a3 · Fou blanc sur case noire c3 · Pion blanc sur case blanche c2 · Roi blanc sur case noire f2 | Tour noire sur case blanche e8 · Pion noir sur case blanche c6 · Pion blanc sur case noire f6 · Pion blanc sur case blanche g6 · Roi noir sur case noire h6 · Pion noir sur case blanche b5 · Tour noire sur case blanche d5 · Pion noir sur case blanche a4 · Pion blanc sur case noire b4 · Pion noir sur case blanche e4 · Tour blanche sur case blanche g4 · Pion blanc sur case noire a3 · Fou blanc sur case noire c3 · Pion blanc sur case blanche c2 · Roi blanc sur case noire f2 | Tour noire sur case blanche e8 · Pion noir sur case blanche c6 · Pion blanc sur case noire f6 · Pion blanc sur case blanche g6 · Roi noir sur case noire h6 · Pion noir sur case blanche b5 · Tour noire sur case blanche d5 · Pion noir sur case blanche a4 · Pion blanc sur case noire b4 · Pion noir sur case blanche e4 · Tour blanche sur case blanche g4 · Pion blanc sur case noire a3 · Fou blanc sur case noire c3 · Pion blanc sur case blanche c2 · Roi blanc sur case noire f2 | 1 |
|   | a | b | c | d | e | f | g | h |   |

Dans cette partie, Deeper Blue n'a pas commis d'erreur flagrante mais a joué des coups dépourvus de vision stratégique, ce qui a permis à Kasparov de gagner facilement. Cette partie illustre bien l'« effet d'horizon » et l'absence de plan stratégique, typiques de la façon de jouer des logiciels d'échecs.
Blancs : Kasparov — Noirs : Deeper Blue, New York, 3 mai 1997, 1re partie :

Deeper Blue abandonne car les noirs doivent sacrifier leurs deux tours pour arrêter la poussée des pions blancs : 45… Kh7 46.f7 Rdd8 47.g8:Q+ Rxg8 48.fxg8:D+ Rxg8 49.Rxg8 Kxg8… et la finale est gagnante pour les blancs.
D'après Murray Campbell, un des ingénieurs ayant travaillé sur Deep Blue, interviewé par Nate Silver dans son livre The Signal and the Noise, un bug aurait eu lieu lors du 44e coup joué par Deeper Blue (44… Rd1), celui-ci effectuant alors un coup totalement aléatoire : incapable de sélectionner un coup, le programme a recouru à une tactique par défaut de dernier recours, consistant à sélectionner un coup complètement au hasard. Ce coup a pu induire Kasparov en erreur sur les capacités réelles de la machine, n'envisageant pas la possibilité d'un bug de la part de Deeper Blue.
Une meilleure option pour le 44e coup était 44… Rf5+ qui donne toujours une position favorable pour les blancs, mais s'avère moins décisive.

### Partie 2 (gagnée par Deeper Blue)
À l'inverse de la première partie, la position de cette deuxième partie est plus ouverte et c'est la force tactique de la machine qui a parlé. Garry Kasparov a été très surpris par le 36e coup (36. axb5!?) car le programme évite de capturer un pion et empêche ainsi Kasparov d'obtenir une attaque sur le roi ennemi. Le coup 37. Fe4! empêche tout contre-jeu noir par le sacrifice 37… e4! et De5.
Blancs : Deeper Blue — Noirs : Kasparov :

Kasparov abandonne prématurément après 45 coups, car après analyse, il rate un coup menant à un échec perpétuel, que la machine ne vit pas.
Après 45… De3, aucun échec perpétuel (46. Df4+ Ff3 ou 46. Dc1+ Re2) ne sauve les Noirs. Seul 46… Te8 permet de tenir la position, mais ce n'est pas si simple. Aucun grand maître n'a pu voir cette excellente défense.[réf. souhaitée]

### Partie 3
Kasparov assure une partie nulle.

### Partie 4
Kasparov ne parvient pas à avoir un avantage tangible, et la partie aboutit à une finale de Tours nulle, après cinq heures de jeu.

### Partie 5
Blancs : Kasparov — Noirs : Deeper Blue :
Une finale Tour + Cavalier, avec un pion passé pour Kasparov, mais la partie était nulle par échec perpétuel.
La 5e partie du match revanche s'est déroulée de la façon suivante :
Gary Kasparov–Deeper Blue, 10 mai 1997, New York, 5e partie (notation française des pièces) : 1. Cf3 d5 2. g3 Fg4 3. Fg2 Cd7 4. h3 Fxf3! 5. Fxf3 c6 6. d3 e6 7. e4 Ce5 8. Fg2 dxe4 9. Fxe4 Cf6 10. Fg2 Fb4+ 11. Cd2 h5!? 12. De2 Dc7 13. c3 Fe7 14. d4 Cg6 15. h4 e5 16. Cf3 exd4 17. Cxd4 0-0-0 18. Fg5 Cg4 19. 0-0-0 The8 20. Dc2 Rb8 21. Rb1 Fxg5 22. hxg5 C6e5 23. The1 c5 24. Cf3 Txd1+ 25. Txd1 Cc4 26. Da4 Td8 27. Te1 Cb6 28. Dc2 Dd6 29. c4 Dg6 30. Dxg6 fxg6 31. b3 Cxf2 32. Te6 Rc7 33. Txg6 Td7 34. Ch4 Cc8 35. Fd5 Cd6 36. Te6 Cb5 37. cxb5 Txd5 38. Tg6 Td7 39. Cf5 Ce4 40. Cxg7 Td1+ 41. Rc2 Td2+ 42. Rc1 Txa2 43. Cxh5 Cd2 44. Cf4 Cxb3+ 45. Rb1 Td2 46. Te6 c4 47. Te3 Rb6 48. g6 Rxb5 49. g7 Rb4  ½–½
|   | a | b | c | d | e | f | g | h |   |
| 8 | Pion noir sur case noire a7 · Pion noir sur case blanche b7 · Pion blanc sur case noire g7 · Roi noir sur case noire b4 · Pion noir sur case blanche c4 · Cavalier blanc sur case noire f4 · Cavalier noir sur case blanche b3 · Tour blanche sur case noire e3 · Pion blanc sur case noire g3 · Tour noire sur case noire d2 · Roi blanc sur case blanche b1 | Pion noir sur case noire a7 · Pion noir sur case blanche b7 · Pion blanc sur case noire g7 · Roi noir sur case noire b4 · Pion noir sur case blanche c4 · Cavalier blanc sur case noire f4 · Cavalier noir sur case blanche b3 · Tour blanche sur case noire e3 · Pion blanc sur case noire g3 · Tour noire sur case noire d2 · Roi blanc sur case blanche b1 | Pion noir sur case noire a7 · Pion noir sur case blanche b7 · Pion blanc sur case noire g7 · Roi noir sur case noire b4 · Pion noir sur case blanche c4 · Cavalier blanc sur case noire f4 · Cavalier noir sur case blanche b3 · Tour blanche sur case noire e3 · Pion blanc sur case noire g3 · Tour noire sur case noire d2 · Roi blanc sur case blanche b1 | Pion noir sur case noire a7 · Pion noir sur case blanche b7 · Pion blanc sur case noire g7 · Roi noir sur case noire b4 · Pion noir sur case blanche c4 · Cavalier blanc sur case noire f4 · Cavalier noir sur case blanche b3 · Tour blanche sur case noire e3 · Pion blanc sur case noire g3 · Tour noire sur case noire d2 · Roi blanc sur case blanche b1 | Pion noir sur case noire a7 · Pion noir sur case blanche b7 · Pion blanc sur case noire g7 · Roi noir sur case noire b4 · Pion noir sur case blanche c4 · Cavalier blanc sur case noire f4 · Cavalier noir sur case blanche b3 · Tour blanche sur case noire e3 · Pion blanc sur case noire g3 · Tour noire sur case noire d2 · Roi blanc sur case blanche b1 | Pion noir sur case noire a7 · Pion noir sur case blanche b7 · Pion blanc sur case noire g7 · Roi noir sur case noire b4 · Pion noir sur case blanche c4 · Cavalier blanc sur case noire f4 · Cavalier noir sur case blanche b3 · Tour blanche sur case noire e3 · Pion blanc sur case noire g3 · Tour noire sur case noire d2 · Roi blanc sur case blanche b1 | Pion noir sur case noire a7 · Pion noir sur case blanche b7 · Pion blanc sur case noire g7 · Roi noir sur case noire b4 · Pion noir sur case blanche c4 · Cavalier blanc sur case noire f4 · Cavalier noir sur case blanche b3 · Tour blanche sur case noire e3 · Pion blanc sur case noire g3 · Tour noire sur case noire d2 · Roi blanc sur case blanche b1 | Pion noir sur case noire a7 · Pion noir sur case blanche b7 · Pion blanc sur case noire g7 · Roi noir sur case noire b4 · Pion noir sur case blanche c4 · Cavalier blanc sur case noire f4 · Cavalier noir sur case blanche b3 · Tour blanche sur case noire e3 · Pion blanc sur case noire g3 · Tour noire sur case noire d2 · Roi blanc sur case blanche b1 | 8 |
| 7 | Pion noir sur case noire a7 · Pion noir sur case blanche b7 · Pion blanc sur case noire g7 · Roi noir sur case noire b4 · Pion noir sur case blanche c4 · Cavalier blanc sur case noire f4 · Cavalier noir sur case blanche b3 · Tour blanche sur case noire e3 · Pion blanc sur case noire g3 · Tour noire sur case noire d2 · Roi blanc sur case blanche b1 | Pion noir sur case noire a7 · Pion noir sur case blanche b7 · Pion blanc sur case noire g7 · Roi noir sur case noire b4 · Pion noir sur case blanche c4 · Cavalier blanc sur case noire f4 · Cavalier noir sur case blanche b3 · Tour blanche sur case noire e3 · Pion blanc sur case noire g3 · Tour noire sur case noire d2 · Roi blanc sur case blanche b1 | Pion noir sur case noire a7 · Pion noir sur case blanche b7 · Pion blanc sur case noire g7 · Roi noir sur case noire b4 · Pion noir sur case blanche c4 · Cavalier blanc sur case noire f4 · Cavalier noir sur case blanche b3 · Tour blanche sur case noire e3 · Pion blanc sur case noire g3 · Tour noire sur case noire d2 · Roi blanc sur case blanche b1 | Pion noir sur case noire a7 · Pion noir sur case blanche b7 · Pion blanc sur case noire g7 · Roi noir sur case noire b4 · Pion noir sur case blanche c4 · Cavalier blanc sur case noire f4 · Cavalier noir sur case blanche b3 · Tour blanche sur case noire e3 · Pion blanc sur case noire g3 · Tour noire sur case noire d2 · Roi blanc sur case blanche b1 | Pion noir sur case noire a7 · Pion noir sur case blanche b7 · Pion blanc sur case noire g7 · Roi noir sur case noire b4 · Pion noir sur case blanche c4 · Cavalier blanc sur case noire f4 · Cavalier noir sur case blanche b3 · Tour blanche sur case noire e3 · Pion blanc sur case noire g3 · Tour noire sur case noire d2 · Roi blanc sur case blanche b1 | Pion noir sur case noire a7 · Pion noir sur case blanche b7 · Pion blanc sur case noire g7 · Roi noir sur case noire b4 · Pion noir sur case blanche c4 · Cavalier blanc sur case noire f4 · Cavalier noir sur case blanche b3 · Tour blanche sur case noire e3 · Pion blanc sur case noire g3 · Tour noire sur case noire d2 · Roi blanc sur case blanche b1 | Pion noir sur case noire a7 · Pion noir sur case blanche b7 · Pion blanc sur case noire g7 · Roi noir sur case noire b4 · Pion noir sur case blanche c4 · Cavalier blanc sur case noire f4 · Cavalier noir sur case blanche b3 · Tour blanche sur case noire e3 · Pion blanc sur case noire g3 · Tour noire sur case noire d2 · Roi blanc sur case blanche b1 | Pion noir sur case noire a7 · Pion noir sur case blanche b7 · Pion blanc sur case noire g7 · Roi noir sur case noire b4 · Pion noir sur case blanche c4 · Cavalier blanc sur case noire f4 · Cavalier noir sur case blanche b3 · Tour blanche sur case noire e3 · Pion blanc sur case noire g3 · Tour noire sur case noire d2 · Roi blanc sur case blanche b1 | 7 |
| 6 | Pion noir sur case noire a7 · Pion noir sur case blanche b7 · Pion blanc sur case noire g7 · Roi noir sur case noire b4 · Pion noir sur case blanche c4 · Cavalier blanc sur case noire f4 · Cavalier noir sur case blanche b3 · Tour blanche sur case noire e3 · Pion blanc sur case noire g3 · Tour noire sur case noire d2 · Roi blanc sur case blanche b1 | Pion noir sur case noire a7 · Pion noir sur case blanche b7 · Pion blanc sur case noire g7 · Roi noir sur case noire b4 · Pion noir sur case blanche c4 · Cavalier blanc sur case noire f4 · Cavalier noir sur case blanche b3 · Tour blanche sur case noire e3 · Pion blanc sur case noire g3 · Tour noire sur case noire d2 · Roi blanc sur case blanche b1 | Pion noir sur case noire a7 · Pion noir sur case blanche b7 · Pion blanc sur case noire g7 · Roi noir sur case noire b4 · Pion noir sur case blanche c4 · Cavalier blanc sur case noire f4 · Cavalier noir sur case blanche b3 · Tour blanche sur case noire e3 · Pion blanc sur case noire g3 · Tour noire sur case noire d2 · Roi blanc sur case blanche b1 | Pion noir sur case noire a7 · Pion noir sur case blanche b7 · Pion blanc sur case noire g7 · Roi noir sur case noire b4 · Pion noir sur case blanche c4 · Cavalier blanc sur case noire f4 · Cavalier noir sur case blanche b3 · Tour blanche sur case noire e3 · Pion blanc sur case noire g3 · Tour noire sur case noire d2 · Roi blanc sur case blanche b1 | Pion noir sur case noire a7 · Pion noir sur case blanche b7 · Pion blanc sur case noire g7 · Roi noir sur case noire b4 · Pion noir sur case blanche c4 · Cavalier blanc sur case noire f4 · Cavalier noir sur case blanche b3 · Tour blanche sur case noire e3 · Pion blanc sur case noire g3 · Tour noire sur case noire d2 · Roi blanc sur case blanche b1 | Pion noir sur case noire a7 · Pion noir sur case blanche b7 · Pion blanc sur case noire g7 · Roi noir sur case noire b4 · Pion noir sur case blanche c4 · Cavalier blanc sur case noire f4 · Cavalier noir sur case blanche b3 · Tour blanche sur case noire e3 · Pion blanc sur case noire g3 · Tour noire sur case noire d2 · Roi blanc sur case blanche b1 | Pion noir sur case noire a7 · Pion noir sur case blanche b7 · Pion blanc sur case noire g7 · Roi noir sur case noire b4 · Pion noir sur case blanche c4 · Cavalier blanc sur case noire f4 · Cavalier noir sur case blanche b3 · Tour blanche sur case noire e3 · Pion blanc sur case noire g3 · Tour noire sur case noire d2 · Roi blanc sur case blanche b1 | Pion noir sur case noire a7 · Pion noir sur case blanche b7 · Pion blanc sur case noire g7 · Roi noir sur case noire b4 · Pion noir sur case blanche c4 · Cavalier blanc sur case noire f4 · Cavalier noir sur case blanche b3 · Tour blanche sur case noire e3 · Pion blanc sur case noire g3 · Tour noire sur case noire d2 · Roi blanc sur case blanche b1 | 6 |
| 5 | Pion noir sur case noire a7 · Pion noir sur case blanche b7 · Pion blanc sur case noire g7 · Roi noir sur case noire b4 · Pion noir sur case blanche c4 · Cavalier blanc sur case noire f4 · Cavalier noir sur case blanche b3 · Tour blanche sur case noire e3 · Pion blanc sur case noire g3 · Tour noire sur case noire d2 · Roi blanc sur case blanche b1 | Pion noir sur case noire a7 · Pion noir sur case blanche b7 · Pion blanc sur case noire g7 · Roi noir sur case noire b4 · Pion noir sur case blanche c4 · Cavalier blanc sur case noire f4 · Cavalier noir sur case blanche b3 · Tour blanche sur case noire e3 · Pion blanc sur case noire g3 · Tour noire sur case noire d2 · Roi blanc sur case blanche b1 | Pion noir sur case noire a7 · Pion noir sur case blanche b7 · Pion blanc sur case noire g7 · Roi noir sur case noire b4 · Pion noir sur case blanche c4 · Cavalier blanc sur case noire f4 · Cavalier noir sur case blanche b3 · Tour blanche sur case noire e3 · Pion blanc sur case noire g3 · Tour noire sur case noire d2 · Roi blanc sur case blanche b1 | Pion noir sur case noire a7 · Pion noir sur case blanche b7 · Pion blanc sur case noire g7 · Roi noir sur case noire b4 · Pion noir sur case blanche c4 · Cavalier blanc sur case noire f4 · Cavalier noir sur case blanche b3 · Tour blanche sur case noire e3 · Pion blanc sur case noire g3 · Tour noire sur case noire d2 · Roi blanc sur case blanche b1 | Pion noir sur case noire a7 · Pion noir sur case blanche b7 · Pion blanc sur case noire g7 · Roi noir sur case noire b4 · Pion noir sur case blanche c4 · Cavalier blanc sur case noire f4 · Cavalier noir sur case blanche b3 · Tour blanche sur case noire e3 · Pion blanc sur case noire g3 · Tour noire sur case noire d2 · Roi blanc sur case blanche b1 | Pion noir sur case noire a7 · Pion noir sur case blanche b7 · Pion blanc sur case noire g7 · Roi noir sur case noire b4 · Pion noir sur case blanche c4 · Cavalier blanc sur case noire f4 · Cavalier noir sur case blanche b3 · Tour blanche sur case noire e3 · Pion blanc sur case noire g3 · Tour noire sur case noire d2 · Roi blanc sur case blanche b1 | Pion noir sur case noire a7 · Pion noir sur case blanche b7 · Pion blanc sur case noire g7 · Roi noir sur case noire b4 · Pion noir sur case blanche c4 · Cavalier blanc sur case noire f4 · Cavalier noir sur case blanche b3 · Tour blanche sur case noire e3 · Pion blanc sur case noire g3 · Tour noire sur case noire d2 · Roi blanc sur case blanche b1 | Pion noir sur case noire a7 · Pion noir sur case blanche b7 · Pion blanc sur case noire g7 · Roi noir sur case noire b4 · Pion noir sur case blanche c4 · Cavalier blanc sur case noire f4 · Cavalier noir sur case blanche b3 · Tour blanche sur case noire e3 · Pion blanc sur case noire g3 · Tour noire sur case noire d2 · Roi blanc sur case blanche b1 | 5 |
| 4 | Pion noir sur case noire a7 · Pion noir sur case blanche b7 · Pion blanc sur case noire g7 · Roi noir sur case noire b4 · Pion noir sur case blanche c4 · Cavalier blanc sur case noire f4 · Cavalier noir sur case blanche b3 · Tour blanche sur case noire e3 · Pion blanc sur case noire g3 · Tour noire sur case noire d2 · Roi blanc sur case blanche b1 | Pion noir sur case noire a7 · Pion noir sur case blanche b7 · Pion blanc sur case noire g7 · Roi noir sur case noire b4 · Pion noir sur case blanche c4 · Cavalier blanc sur case noire f4 · Cavalier noir sur case blanche b3 · Tour blanche sur case noire e3 · Pion blanc sur case noire g3 · Tour noire sur case noire d2 · Roi blanc sur case blanche b1 | Pion noir sur case noire a7 · Pion noir sur case blanche b7 · Pion blanc sur case noire g7 · Roi noir sur case noire b4 · Pion noir sur case blanche c4 · Cavalier blanc sur case noire f4 · Cavalier noir sur case blanche b3 · Tour blanche sur case noire e3 · Pion blanc sur case noire g3 · Tour noire sur case noire d2 · Roi blanc sur case blanche b1 | Pion noir sur case noire a7 · Pion noir sur case blanche b7 · Pion blanc sur case noire g7 · Roi noir sur case noire b4 · Pion noir sur case blanche c4 · Cavalier blanc sur case noire f4 · Cavalier noir sur case blanche b3 · Tour blanche sur case noire e3 · Pion blanc sur case noire g3 · Tour noire sur case noire d2 · Roi blanc sur case blanche b1 | Pion noir sur case noire a7 · Pion noir sur case blanche b7 · Pion blanc sur case noire g7 · Roi noir sur case noire b4 · Pion noir sur case blanche c4 · Cavalier blanc sur case noire f4 · Cavalier noir sur case blanche b3 · Tour blanche sur case noire e3 · Pion blanc sur case noire g3 · Tour noire sur case noire d2 · Roi blanc sur case blanche b1 | Pion noir sur case noire a7 · Pion noir sur case blanche b7 · Pion blanc sur case noire g7 · Roi noir sur case noire b4 · Pion noir sur case blanche c4 · Cavalier blanc sur case noire f4 · Cavalier noir sur case blanche b3 · Tour blanche sur case noire e3 · Pion blanc sur case noire g3 · Tour noire sur case noire d2 · Roi blanc sur case blanche b1 | Pion noir sur case noire a7 · Pion noir sur case blanche b7 · Pion blanc sur case noire g7 · Roi noir sur case noire b4 · Pion noir sur case blanche c4 · Cavalier blanc sur case noire f4 · Cavalier noir sur case blanche b3 · Tour blanche sur case noire e3 · Pion blanc sur case noire g3 · Tour noire sur case noire d2 · Roi blanc sur case blanche b1 | Pion noir sur case noire a7 · Pion noir sur case blanche b7 · Pion blanc sur case noire g7 · Roi noir sur case noire b4 · Pion noir sur case blanche c4 · Cavalier blanc sur case noire f4 · Cavalier noir sur case blanche b3 · Tour blanche sur case noire e3 · Pion blanc sur case noire g3 · Tour noire sur case noire d2 · Roi blanc sur case blanche b1 | 4 |
| 3 | Pion noir sur case noire a7 · Pion noir sur case blanche b7 · Pion blanc sur case noire g7 · Roi noir sur case noire b4 · Pion noir sur case blanche c4 · Cavalier blanc sur case noire f4 · Cavalier noir sur case blanche b3 · Tour blanche sur case noire e3 · Pion blanc sur case noire g3 · Tour noire sur case noire d2 · Roi blanc sur case blanche b1 | Pion noir sur case noire a7 · Pion noir sur case blanche b7 · Pion blanc sur case noire g7 · Roi noir sur case noire b4 · Pion noir sur case blanche c4 · Cavalier blanc sur case noire f4 · Cavalier noir sur case blanche b3 · Tour blanche sur case noire e3 · Pion blanc sur case noire g3 · Tour noire sur case noire d2 · Roi blanc sur case blanche b1 | Pion noir sur case noire a7 · Pion noir sur case blanche b7 · Pion blanc sur case noire g7 · Roi noir sur case noire b4 · Pion noir sur case blanche c4 · Cavalier blanc sur case noire f4 · Cavalier noir sur case blanche b3 · Tour blanche sur case noire e3 · Pion blanc sur case noire g3 · Tour noire sur case noire d2 · Roi blanc sur case blanche b1 | Pion noir sur case noire a7 · Pion noir sur case blanche b7 · Pion blanc sur case noire g7 · Roi noir sur case noire b4 · Pion noir sur case blanche c4 · Cavalier blanc sur case noire f4 · Cavalier noir sur case blanche b3 · Tour blanche sur case noire e3 · Pion blanc sur case noire g3 · Tour noire sur case noire d2 · Roi blanc sur case blanche b1 | Pion noir sur case noire a7 · Pion noir sur case blanche b7 · Pion blanc sur case noire g7 · Roi noir sur case noire b4 · Pion noir sur case blanche c4 · Cavalier blanc sur case noire f4 · Cavalier noir sur case blanche b3 · Tour blanche sur case noire e3 · Pion blanc sur case noire g3 · Tour noire sur case noire d2 · Roi blanc sur case blanche b1 | Pion noir sur case noire a7 · Pion noir sur case blanche b7 · Pion blanc sur case noire g7 · Roi noir sur case noire b4 · Pion noir sur case blanche c4 · Cavalier blanc sur case noire f4 · Cavalier noir sur case blanche b3 · Tour blanche sur case noire e3 · Pion blanc sur case noire g3 · Tour noire sur case noire d2 · Roi blanc sur case blanche b1 | Pion noir sur case noire a7 · Pion noir sur case blanche b7 · Pion blanc sur case noire g7 · Roi noir sur case noire b4 · Pion noir sur case blanche c4 · Cavalier blanc sur case noire f4 · Cavalier noir sur case blanche b3 · Tour blanche sur case noire e3 · Pion blanc sur case noire g3 · Tour noire sur case noire d2 · Roi blanc sur case blanche b1 | Pion noir sur case noire a7 · Pion noir sur case blanche b7 · Pion blanc sur case noire g7 · Roi noir sur case noire b4 · Pion noir sur case blanche c4 · Cavalier blanc sur case noire f4 · Cavalier noir sur case blanche b3 · Tour blanche sur case noire e3 · Pion blanc sur case noire g3 · Tour noire sur case noire d2 · Roi blanc sur case blanche b1 | 3 |
| 2 | Pion noir sur case noire a7 · Pion noir sur case blanche b7 · Pion blanc sur case noire g7 · Roi noir sur case noire b4 · Pion noir sur case blanche c4 · Cavalier blanc sur case noire f4 · Cavalier noir sur case blanche b3 · Tour blanche sur case noire e3 · Pion blanc sur case noire g3 · Tour noire sur case noire d2 · Roi blanc sur case blanche b1 | Pion noir sur case noire a7 · Pion noir sur case blanche b7 · Pion blanc sur case noire g7 · Roi noir sur case noire b4 · Pion noir sur case blanche c4 · Cavalier blanc sur case noire f4 · Cavalier noir sur case blanche b3 · Tour blanche sur case noire e3 · Pion blanc sur case noire g3 · Tour noire sur case noire d2 · Roi blanc sur case blanche b1 | Pion noir sur case noire a7 · Pion noir sur case blanche b7 · Pion blanc sur case noire g7 · Roi noir sur case noire b4 · Pion noir sur case blanche c4 · Cavalier blanc sur case noire f4 · Cavalier noir sur case blanche b3 · Tour blanche sur case noire e3 · Pion blanc sur case noire g3 · Tour noire sur case noire d2 · Roi blanc sur case blanche b1 | Pion noir sur case noire a7 · Pion noir sur case blanche b7 · Pion blanc sur case noire g7 · Roi noir sur case noire b4 · Pion noir sur case blanche c4 · Cavalier blanc sur case noire f4 · Cavalier noir sur case blanche b3 · Tour blanche sur case noire e3 · Pion blanc sur case noire g3 · Tour noire sur case noire d2 · Roi blanc sur case blanche b1 | Pion noir sur case noire a7 · Pion noir sur case blanche b7 · Pion blanc sur case noire g7 · Roi noir sur case noire b4 · Pion noir sur case blanche c4 · Cavalier blanc sur case noire f4 · Cavalier noir sur case blanche b3 · Tour blanche sur case noire e3 · Pion blanc sur case noire g3 · Tour noire sur case noire d2 · Roi blanc sur case blanche b1 | Pion noir sur case noire a7 · Pion noir sur case blanche b7 · Pion blanc sur case noire g7 · Roi noir sur case noire b4 · Pion noir sur case blanche c4 · Cavalier blanc sur case noire f4 · Cavalier noir sur case blanche b3 · Tour blanche sur case noire e3 · Pion blanc sur case noire g3 · Tour noire sur case noire d2 · Roi blanc sur case blanche b1 | Pion noir sur case noire a7 · Pion noir sur case blanche b7 · Pion blanc sur case noire g7 · Roi noir sur case noire b4 · Pion noir sur case blanche c4 · Cavalier blanc sur case noire f4 · Cavalier noir sur case blanche b3 · Tour blanche sur case noire e3 · Pion blanc sur case noire g3 · Tour noire sur case noire d2 · Roi blanc sur case blanche b1 | Pion noir sur case noire a7 · Pion noir sur case blanche b7 · Pion blanc sur case noire g7 · Roi noir sur case noire b4 · Pion noir sur case blanche c4 · Cavalier blanc sur case noire f4 · Cavalier noir sur case blanche b3 · Tour blanche sur case noire e3 · Pion blanc sur case noire g3 · Tour noire sur case noire d2 · Roi blanc sur case blanche b1 | 2 |
| 1 | Pion noir sur case noire a7 · Pion noir sur case blanche b7 · Pion blanc sur case noire g7 · Roi noir sur case noire b4 · Pion noir sur case blanche c4 · Cavalier blanc sur case noire f4 · Cavalier noir sur case blanche b3 · Tour blanche sur case noire e3 · Pion blanc sur case noire g3 · Tour noire sur case noire d2 · Roi blanc sur case blanche b1 | Pion noir sur case noire a7 · Pion noir sur case blanche b7 · Pion blanc sur case noire g7 · Roi noir sur case noire b4 · Pion noir sur case blanche c4 · Cavalier blanc sur case noire f4 · Cavalier noir sur case blanche b3 · Tour blanche sur case noire e3 · Pion blanc sur case noire g3 · Tour noire sur case noire d2 · Roi blanc sur case blanche b1 | Pion noir sur case noire a7 · Pion noir sur case blanche b7 · Pion blanc sur case noire g7 · Roi noir sur case noire b4 · Pion noir sur case blanche c4 · Cavalier blanc sur case noire f4 · Cavalier noir sur case blanche b3 · Tour blanche sur case noire e3 · Pion blanc sur case noire g3 · Tour noire sur case noire d2 · Roi blanc sur case blanche b1 | Pion noir sur case noire a7 · Pion noir sur case blanche b7 · Pion blanc sur case noire g7 · Roi noir sur case noire b4 · Pion noir sur case blanche c4 · Cavalier blanc sur case noire f4 · Cavalier noir sur case blanche b3 · Tour blanche sur case noire e3 · Pion blanc sur case noire g3 · Tour noire sur case noire d2 · Roi blanc sur case blanche b1 | Pion noir sur case noire a7 · Pion noir sur case blanche b7 · Pion blanc sur case noire g7 · Roi noir sur case noire b4 · Pion noir sur case blanche c4 · Cavalier blanc sur case noire f4 · Cavalier noir sur case blanche b3 · Tour blanche sur case noire e3 · Pion blanc sur case noire g3 · Tour noire sur case noire d2 · Roi blanc sur case blanche b1 | Pion noir sur case noire a7 · Pion noir sur case blanche b7 · Pion blanc sur case noire g7 · Roi noir sur case noire b4 · Pion noir sur case blanche c4 · Cavalier blanc sur case noire f4 · Cavalier noir sur case blanche b3 · Tour blanche sur case noire e3 · Pion blanc sur case noire g3 · Tour noire sur case noire d2 · Roi blanc sur case blanche b1 | Pion noir sur case noire a7 · Pion noir sur case blanche b7 · Pion blanc sur case noire g7 · Roi noir sur case noire b4 · Pion noir sur case blanche c4 · Cavalier blanc sur case noire f4 · Cavalier noir sur case blanche b3 · Tour blanche sur case noire e3 · Pion blanc sur case noire g3 · Tour noire sur case noire d2 · Roi blanc sur case blanche b1 | Pion noir sur case noire a7 · Pion noir sur case blanche b7 · Pion blanc sur case noire g7 · Roi noir sur case noire b4 · Pion noir sur case blanche c4 · Cavalier blanc sur case noire f4 · Cavalier noir sur case blanche b3 · Tour blanche sur case noire e3 · Pion blanc sur case noire g3 · Tour noire sur case noire d2 · Roi blanc sur case blanche b1 | 1 |
|   | a | b | c | d | e | f | g | h |   |

(sur 50. g8=D, les Noirs obtiennent la partie nulle par échec perpétuel avec 50... Td1+, suivi de 51…Td2+, 52…Td1+, 53…Td2+ , etc.).

### Partie 6(gagnée par Deeper Blue)
Kasparov, fatigué physiquement et psychologiquement, sort de son répertoire d'ouvertures habituel ce qui permet à Deeper Blue de placer un sacrifice gagnant dans l'ouverture et forcer le champion du monde à abandonner, après à peine 19 coups.
Blancs : Deeper Blue — Noirs : Kasparov : 1.e4 c6 2.d4 d5 3.Nc3 dxe4 4.Cxe4 Cd7 5.Cg5 Ngf6 6.Fd3 e6 7.C1f3 h6 8.Cxe6 De7 9.0-0 fxe6 10.Fg6+ Rd8 11.Ff4 b5 12.a4 Fb7 13.Te1 Cd5 14.Fg3 Rc8 15.axb5 cxb5 16.Dd3 Fc6 17.Ff5 exf5 18.Txe7 Fxe7 19.c4 1–0
Lorsque Kasparov a joué 7. h6 (coup douteux), il ne pensait pas que la machine sacrifierait en e6 (avec 8. Cxe6), car c'est un sacrifice positionnel à long terme, plus envisagé (à l'époque) par un joueur humain.[réf. souhaitée]

### Controverse
Garry Kasparov a prétendu que certains coups effectués par Deep Blue étaient l'œuvre d'un grand maître humain, sans toutefois pouvoir en apporter la preuve. L'ouvrage Behind Deep Blue: Building the computer that defeated the World Chess Champion, présente le point de vue adverse.
En effet, Gary Kasparov a répété son ouverture de la 1re partie (qu'il avait remportée), avec une déviation aux 3e et 4e coups. Il convient de noter que l'ordinateur a cédé volontairement la paire de Fous dès le 4e coup, un comportement très « anti-kasparovien » sur lequel les journalistes se sont demandé s'il n'y avait pas eu une « intervention humaine » sur le logiciel. Feng-hsiung Hsu (membre du Projet Deep Blue à IBM entre 1989 et 1997) avance que des bugs affectant Deeper Blue ont été corrigés entre les parties. Par ailleurs, après la partie, Kasparov s'est écrié : « Aucun ordinateur ne joue 11. h5!? » sans préciser s'il s'agissait d'un hommage ou d'une accusation de tricherie « humaine ». Feng-hsiung Hsu avance dans Behind Deep Blue : Building the computer that defeated the world chess champion que le coup est lié à la fonction d'évaluation sophistiquée de Deeper Blue quant au roque.
Désireux de faire toute la lumière sur le comportement de Deeper Blue, Kasparov a demandé qu'IBM produise les logs de « toutes » les parties du supercalculateur. IBM a fourni uniquement l'historique de la 5e partie, et s'est empressé de démanteler Deeper Blue à l'issue du match (sans fournir les logs des autres parties, ce qui a engendré une controverse sans fin). L'ordinateur ayant été démantelé et ses concepteurs assignés à d'autres projets, il n'a pas été possible d'organiser un match revanche, en dépit des demandes de Kasparov.